# Cheiracanthium rupicola
Cheiracanthium rupicola is een spinnensoort uit de familie Cheiracanthiidae.
De wetenschappelijke naam van de soort werd in 1897 als Eutittha rupicola gepubliceerd door Tord Tamerlan Teodor Thorell.